# Anthophora furcotibialis
Anthophora furcotibialis là một loài Hymenoptera trong họ Apidae. Loài này được Wu mô tả khoa học năm 1985.